# Qohord-e Pā'īn
Qohord-e Pā'īn (persiska: قُهوردِ سُفلَى, قُهُرد, قهرد پائين, قُهُردِ سُفلَى, كوخورد پاين, Qohūrd-e Soflá, Qohord-e Pā’īn) är en ort i Iran.   Den ligger i provinsen Hamadan, i den nordvästra delen av landet, 300 km väster om huvudstaden Teheran. Qohord-e Pā'īn ligger 1 902 meter över havet och antalet invånare är 682.
Terrängen runt Qohord-e Pā'īn är huvudsakligen en högslätt. Qohord-e Pā'īn ligger nere i en dal. Runt Qohord-e Pā'īn är det ganska tätbefolkat, med 52 invånare per kvadratkilometer. Närmaste större samhälle är Qohord-e Bālā, 3,7 km söder om Qohord-e Pā'īn. Trakten runt Qohord-e Pā'īn består i huvudsak av gräsmarker.